# Bråmålagölen
Bråmålagölen är en sjö i Tranås kommun i Småland och ingår i Motala ströms huvudavrinningsområde. Sjön har en area på 0,0516 kvadratkilometer och ligger 188,2 meter över havet. Sjön avvattnas av vattendraget Lillån.

## Delavrinningsområde
Bråmålagölen ingår i det delavrinningsområde (643620-145037) som SMHI kallar för Mynnar i Svartån. Avrinningsområdets medelhöjd är 193 meter över havet och ytan är 39,33 kvadratkilometer. Det finns inga delavrinningsområden uppströms utan avrinningsområdet är högsta punkten. Lillån som avvattnar avrinningsområdet har biflödesordning 3, vilket innebär att vattnet flödar genom totalt 3 vattendrag innan det når havet efter 162 kilometer. Delavrinningsområdet består mestadels av skog (68 procent) och jordbruk (13 procent). Avrinningsområdet har 0,83 kvadratkilometer vattenytor vilket ger det en sjöprocent på 2,1 procent. Bebyggelsen i området täcker en yta av 2,91 kvadratkilometer eller 7 procent av avrinningsområdet.